# Cerro Sica Sica
El cerro Sica Sica es un cerro en el centro de Bolivia, ubicado al sureste de Sucre, la capital del país. Administrativamente se encuentra en el municipio de Sucre de la provincia de Oropeza en el departamento de Chuquisaca. El cerro Sica Sica se encuentra a 3.123 metros sobre el nivel del mar. Al oeste del cerro, cruzando la carretera Ruta 6, se encuentra el cerro Churuquella con una altura similar, junto con el cual se los conoce como los cerros custiodos o guardianes de Sucre.
En Semana Santa se realiza una tradicional peregrinación ante la imagen del Sagrado Corazón, que está instalada en la cima del cerro Sica Sica.
El cerro cuenta con una frondosa arboleda compuesta esencialmente por eucaliptos, una variedad traída al país desde Australia a finales del siglo XIX y sembrada en el cerro a fines del siglo XX.

## Historia
En 1988 se construyó en la cima del cerro una torre de iluminación de 80 metros.
En marzo de 2006, mediante la ley 3369 se declaró zona de preservación y patrimonio natural e histórico de la ciudad de Sucre a los cerros Sica Sica y Churuquella. Actualmente el cerro es oficialmente de propiedad de la Orden de Frailes dependientes del Convento Franciscano de La Recoleta.